# United Airlines Tournament of Champions 1983
United Airlines Tournament of Champions 1983 — жіночий тенісний турнір, що проходив на відкритих кортах з твердим покриттям Grenelefe Golf & Tennis Resort у Гейнс-Сіті (США). Належав до Світової чемпіонської серії Вірджинії Слімс 1983. Турнір відбувся вчетверте і тривав з 18 квітня до 24 квітня 1983 року. Перша сіяна Мартіна Навратілова виграла свій четвертий підряд титул на цьому турнірі й отримала за це 50 тис. доларів США.

## Фінальна частина

### Одиночний розряд
Мартіна Навратілова —  Андреа Джегер 6–1, 7–5
- Для Навратілової це був 7-й титул за сезон і 77-й — за кар'єру.

### Парний розряд
Біллі Джин Кінг /  Енн Сміт —  Мартіна Навратілова /  Пем Шрайвер 6–3, 1–6, 7–6(11–9)
- Для Кінг це був 2-й титул за сезон і 168-й — за кар'єру. Для Сміт це був єдиний титул за сезон і 24-й — за кар'єру.